# In a Relationship
In a Relationship (bra: Em um Relacionamento Sério) é um filme independente de drama romântico estadunidense de 2018, escrito e dirigido por Sam Boyd. É estrelado por Emma Roberts, Michael Angarano, Dree Hemingway, Patrick Gibson, Jay Ellis e Melora Walters, e enfoca o relacionamento de dois casais durante um verão.
Teve sua estreia mundial no Festival de Cinema de Tribeca em 20 de abril de 2018. Foi lançado em 9 de novembro de 2018, pela Vertical Entertainment.

## Enredo
Três anos depois de começarem a namorar, Hallie e Owen se reencontram com seus respectivos amigos Willa e Matt em uma festa em Malibu. Naquela noite, Hallie e Owen têm uma pequena discussão durante as comemorações de 4 de julho, mas se reconciliam ao voltar para casa. Sem o conhecimento de Matt, Willa tem um relacionamento secreto com um homem chamado Jakob via mensagem de texto. Willa volta para a casa de Matt após a festa e eles fazem sexo. A relação entre Hallie e Owen começa a se deteriorar depois que ela sugere que morem juntos e ele hesita e ela sai de casa.
Hallie conhece Dexter, que recentemente foi abandonado por sua namorada, em uma sessão de fotos. Ele a convida para tomar uma bebida. Owen aparece inesperadamente no bar e zomba do programa de TV de Dexter. Hallie então convida Dexter para sua casa e eles relutantemente fazem sexo. Owen liga para Matt, reclamando do novo relacionamento de Hallie com Dexter. Em sua exposição de fotos, Hallie conhece a assistente de fotografia Lindsay e, na piscina, eles se beijam na frente de Willa e Matt, que saem da piscina em estado de choque ao ver as duas meninas juntas. Eles decidem não contar a Owen sobre o relacionamento do mesmo sexo de Hallie.
Matt lê as mensagens de texto de Jakob no telefone de Willa. Com o coração partido, Matt a confronta, mas relutantemente fica ao lado de Willa. Na manhã seguinte, Owen inesperadamente se encontra com Hallie em sua casa e eles fazem sexo. Hallie mais tarde percebe que foi um erro e finalmente revela seu relacionamento com Lindsay por mensagem de texto.
Hallie visita Owen em sua casa e eles discutem sobre Owen não levar seu relacionamento a sério. Willa dorme com Matt pela última vez, antes de finalmente sair para se encontrar com Jakob. Algum tempo depois, na esperança de trazer Hallie de volta, Owen limpa sua casa e arruma o armário. Hallie chega em sua casa e Owen implora a Hallie para ir morar com ele. Ela se recusa, finalmente dizendo a ele que nunca mais vai voltar com ele. O filme então retrocede três anos e termina mostrando o nascimento da relação entre dois casais.

## Elenco
- Emma Roberts como Hallie
- Michael Angarano como Owen
- Dree Hemingway como Willa
- Patrick Gibson como Matt
- Jay Ellis como Dexter
- Melora Walters como Mia Ziniti
- Gayle Rankin como Rachel Flegelman
- Greta Lee como Maggie
- Janet Montgomery como Lindsay
- Andre Hyland como Persky
- Luka Jones como Ash
- Sasha Spielberg como Clara

## Produção
Em março de 2017, foi anunciado que Emma Roberts, Michael Angarano, Dree Hemingway, Jay Ellis, Melora Walters, Gayle Rankin, Greta Lee, Janet Montgomery, Andre Hyland, Luka Jones e Sasha Spielberg haviam se juntado ao elenco do filme com Sam Boyd dirigindo e escrevendo a partir de um roteiro que ele escreveu. Boyd também produzirá o filme, ao lado de Jorge Garcia Castro, David Hunter e Ross Putman, Sergio Cortez Gomez, Andres Icaza Ballesteros, Roberts, Kariah Press que atuarão como produtores e produtores executivos respectivamente, sob sua produtora 2 Friends Media. A produção foi concluída naquele mês.

## Lançamento
O filme teve sua estreia mundial no Tribeca Film Festival em 20 de abril de 2018. Pouco depois, a Vertical Entertainment adquiriu os direitos de distribuição do filme. O lançamento estava programado para 9 de novembro de 2018.